# بورگه‌رنچ
بورگه‌رنچ (عبری: בורגראנץ'‎) فست‌فود زنجیره‌ای اسرائیلی است، که در سال ۱۹۷۲ تأسیس شد.